# Бондарев, Николай Автономович
Никола́й Автоно́мович Бо́ндарев (22 мая 1907, Вербово, — 1976, Куйбышев) — советский театральный режиссёр. Заслуженный деятель искусств РСФСР.

## Биография
Николай Бондарев родился в селении Вербово (ныне Томашпольский район Винницкой области). В 1940 году окончил Московский театральный институт.
Приехав в 1937 году в г. Курск, начал под руководством главного режиссёра А. И. Канина с постановки «Ромео и Джульетта» Шекспира. На протяжении 1937—1941 годов поставил такие спектакли, как: «Таня» А. Арбузова, «Мария Тюдор» В. Гюго, «Коварство и любовь» Ф. Шиллера. После Великой Отечественной войны Бондарев вернулся в Курск в 1945 году уже в качестве главного режиссёра и проработал в Курском драматическом театре им. А. С. Пушкина по 1949 год.
Работал в театрах Бузулука и Ташкента.
В период 1954—1957 и 1959—1962 годах был режиссёром Саратовского академического драматического театра. Преподавал в Студии при Саратовском драматическом театре. Среди его учеников — Владимир Аукштыкальнис, Дмитриев, Борис Ефимович, Хромова, Лариса Николаевна.
Также был режиссёром Курского драматического театра им. А. С. Пушкина, Приморского краевого театра драмы.
Среди самых удачных постановок Николая Бондарева:
- «Великий государь» В. Соловьёв
- «Антоний и Клеопатра» Шекспира
- «Барабанщица» А. Салынский
- «Годы странствий» А. Арбузов
- 1957 — «Оптимистическая трагедия» Вс. Вишневский[3].
- «Орфей спускается в ад» Теннесси Уильямса